# Kostel z polních kamenů

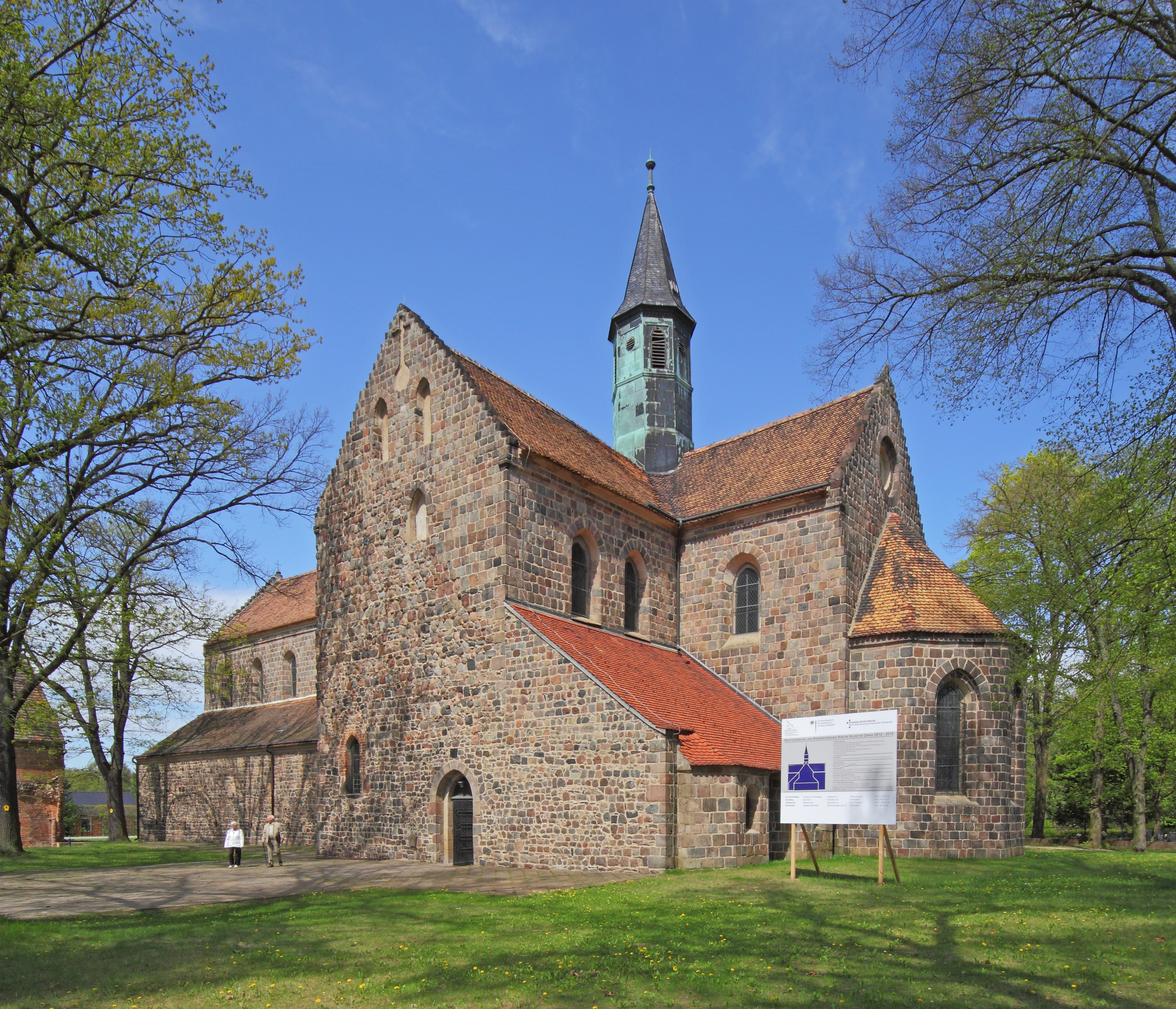
Klášterní kostel Panny Marie, klášter Zinna, kolem roku 1230

Kostel z polních kamenů (německy Feldsteinkirche, anglicky Fieldstone church) je sakrální stavba postavená z kamenů, které na různé vzdálenosti přepravil ledovec v dobách ledových, či z kamenů, které byly, zvláště na severovýchodě Německa, přesunuty z polí k okrajům cest a lesů. V základech staveb a podezdívkách mohou být použity také bludné balvany. Kvůli svým často velmi silným stěnám jsou tyto kostely nesprávně označovány jako opevněné kostely. Povětšinou jsou kostely postavené z polních kamenů zároveň vesnické kostely. Známým příkladem je klášterní kostel Panny Marie v klášteře Zinna.

## Rozšíření
Kostely z polních kamenů se vyskytují jen v oblastech, kde doba ledová zanechala dostatek úlomků hornin a které jsou zároveň chudé na výskyt domácího materiálu, tedy přírodního lomového kamene. V Německu jsou to Šlesvicko-Holštýnsko, Meklenbursko-Přední Pomořansko, Dolní Sasko, Sasko-Anhaltsko, Braniborsko (včetně Berlína) a v dalších částech Evropy: Skandinávie, Polsko, Finsko a Baltské státy. Převládajícími horninami jsou obvykle žula, rula nebo křemenec a používají se jak opracované na kvádry, tak neopracované (často jen rozdělené na polovinu).

## Historie
Kostely z polních kamenů byly většinou postaveny během pozdně románského a raně gotického období. Často jsou jednoduché architektury a povětšinou se zároveň jedná o vesnické kostely. Nejstarší kostely pocházejí z 11. století. Vrchol výstavby kostelů z polních kamenů přišel na konci 12. století. Tomuto období dominovalo pečlivě provedené kvádříkové zdivo. V pozdní fázi výstavby kostelů z polních kamenů na konci 16. století se ve zdivu zvýšil podíl nekvádrových kamenů a cihel (takzvané smíšené zdivo). Uvedené časové rozpětí se v severním Německu posunulo s postupem německé východní kolonizace a s ní spojené christianizace. Vrchol výstavby těchto kostelů tak přišel v Braniborsku ve 13. století. V rámci historismu byly (velmi zřídka) stavěny ještě na počátku 20. století v novorománském slohu.

## Galerie

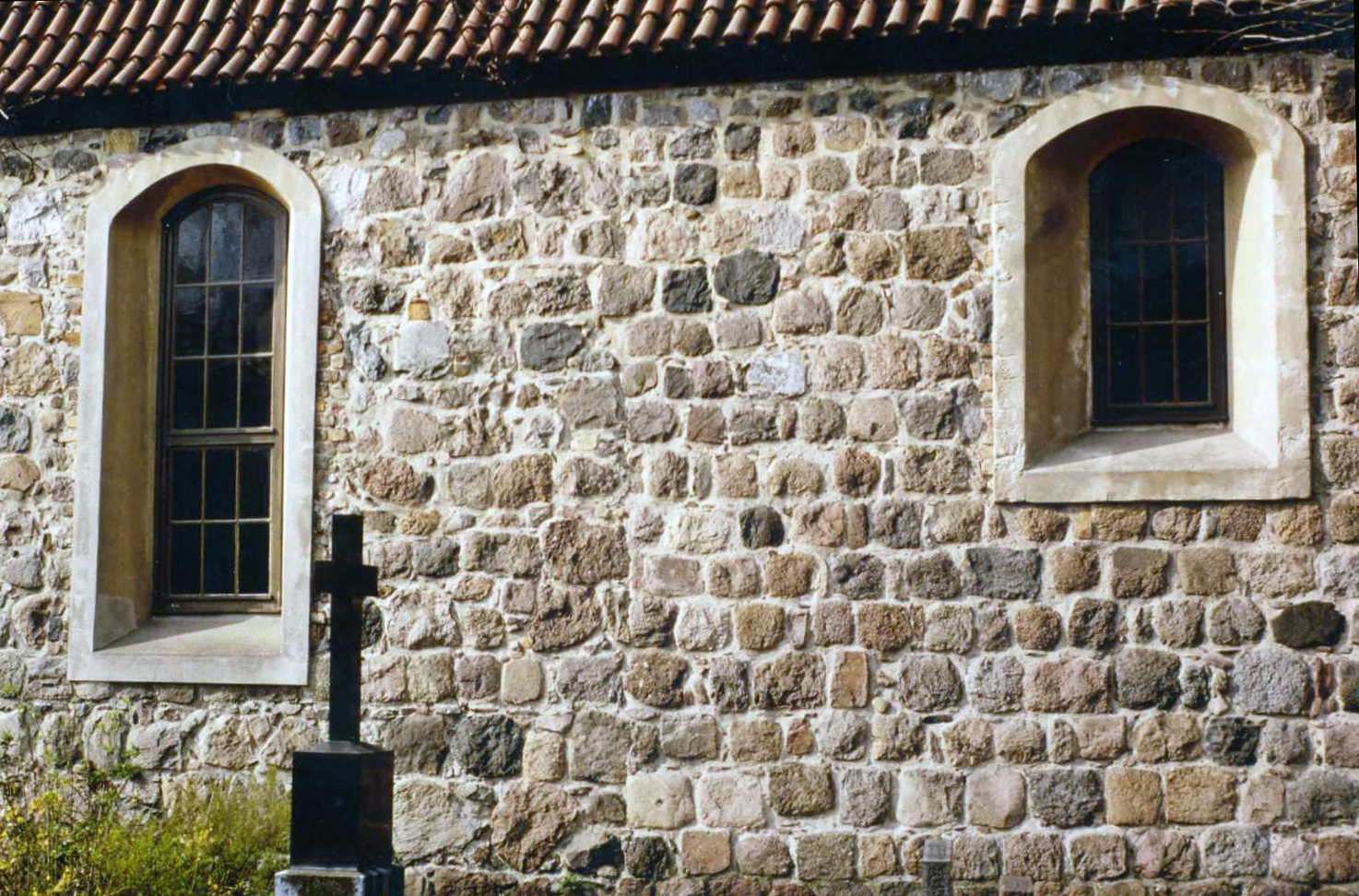
Vesnický kostel v Berlíně-Giesensdorfu, kolem 1250/1300
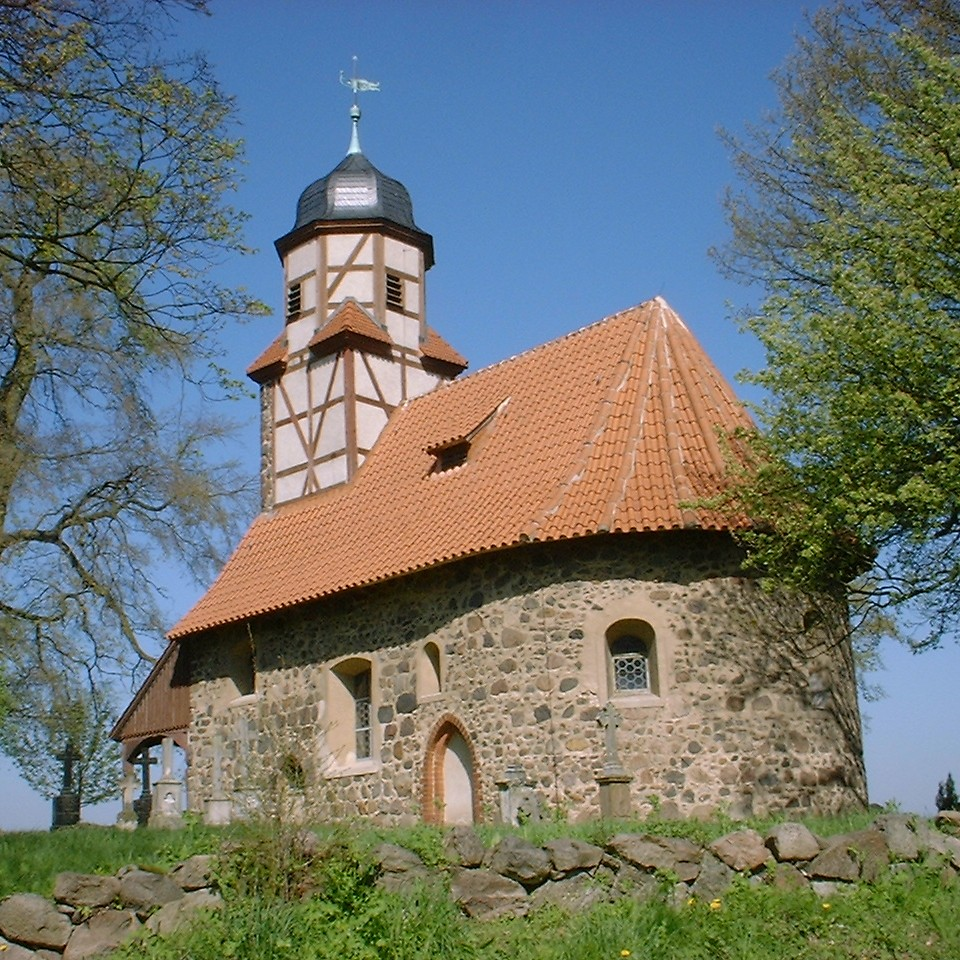
Vesnický kostel v německém Zixdorfu, 13./14. století
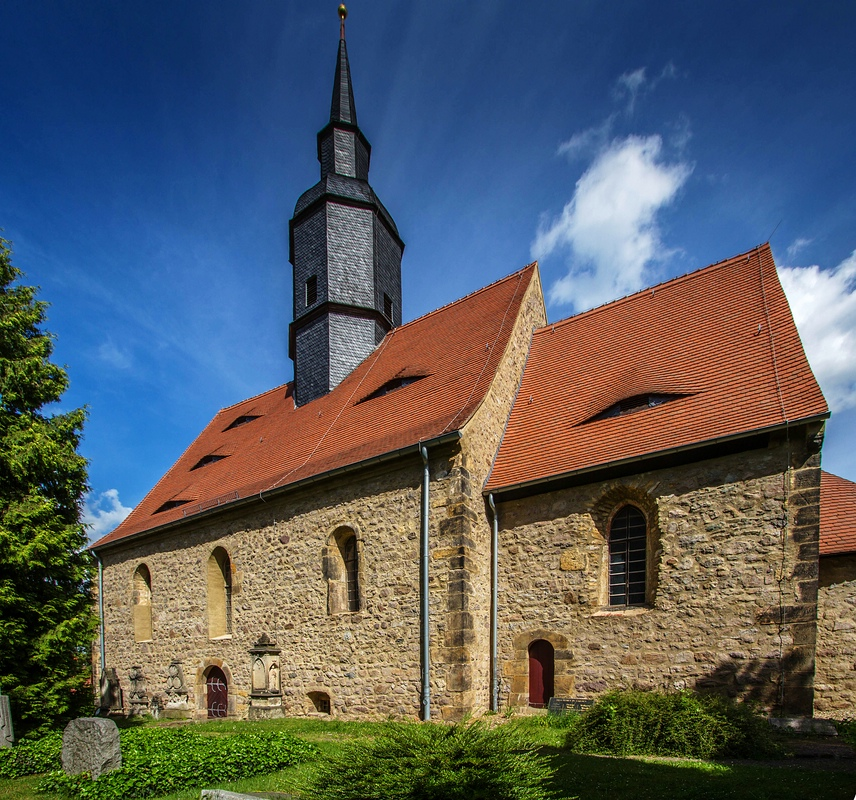
Kostel v německém Wilsdruffu, polovina 12. století
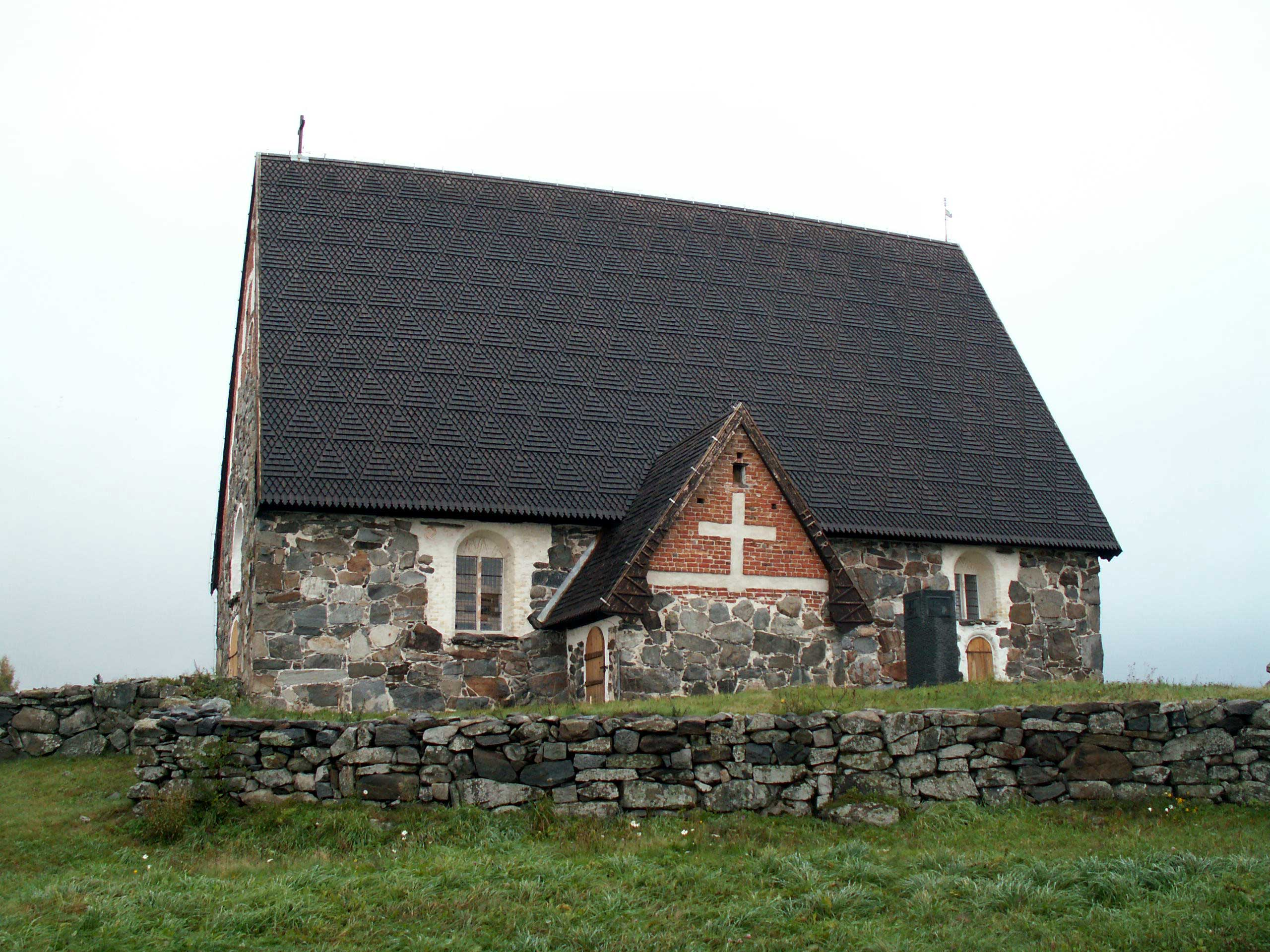
Kostel ve finské Vammale, 1510
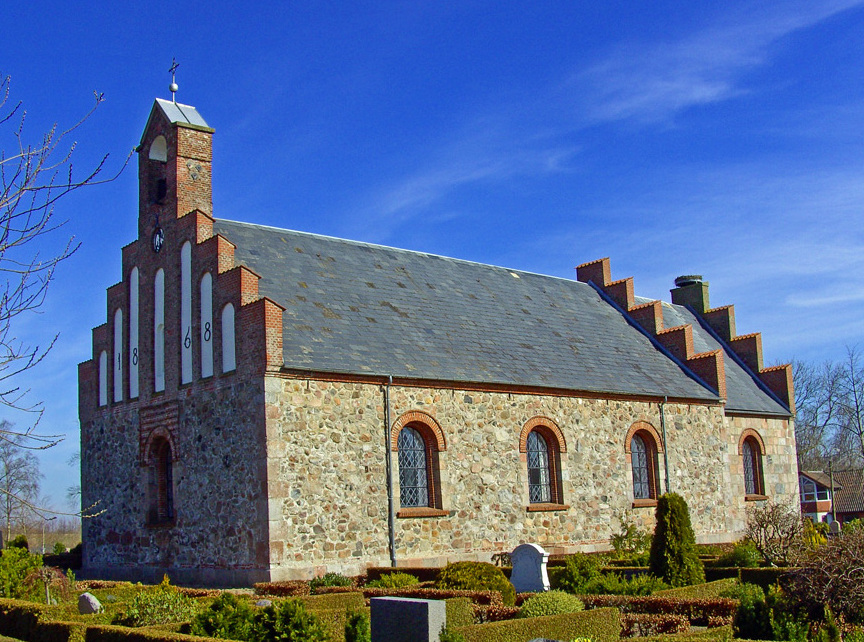
Kostel v dánském Koldingu
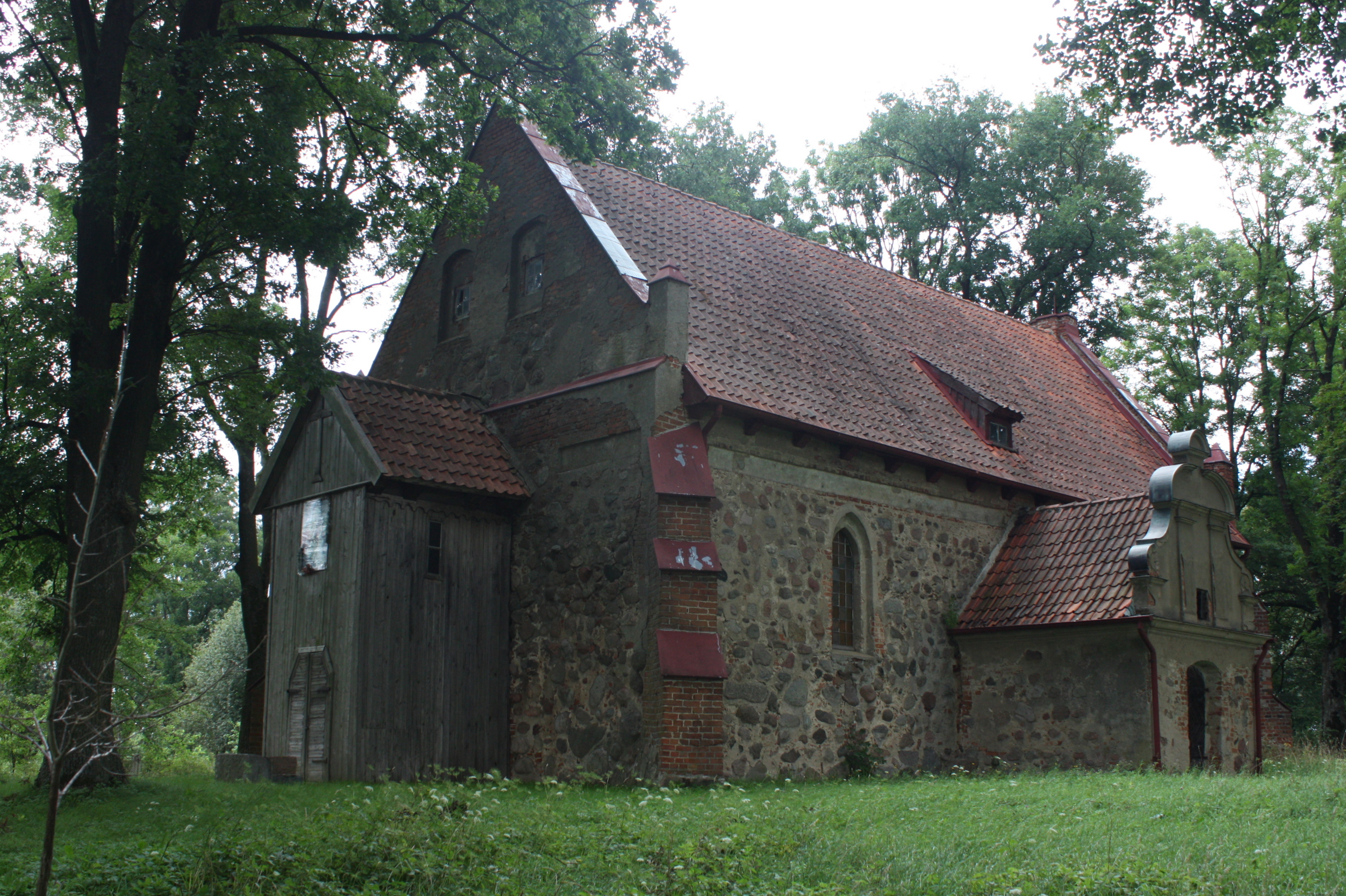
Kostel v polských Gudnikách, 14. století